# پل علی‌آباد
پل علی‌آباد مربوط به دوره قاجار است و در شهرستان تنکابن، بخش مرکزی، دهستان گلیجان، روستای علی‌آباد بالا واقع شده و این اثر در تاریخ ۲۶ اسفند ۱۳۸۶ با شمارهٔ ثبت ۲۲۰۱۲ به‌عنوان یکی از آثار ملی ایران به ثبت رسیده است.